# Nijniaïa Teberda
Nijniaïa Teberda (en russe : Ни́жняя Теберда́, en karatchaï balkar : Тёбен Теберди, Сынты, anciennement Senty) est un village du raïon de Tcheguem de la Karatchaïévo-Tcherkessie, en Russie. Sa population s'élevait à 1 216 habitants en 2023.

## Géographie
Le village est situé dans la république de Karatchaïévo-Tcherkessie, un sujet de Ciscaucasie de la Russie. Il se trouve dans le district fédéral du Caucase du Nord. Nijniaïa Teberda est l'une des localités du raïon de Karatchaïevsk, subdivision de la république dont le centre administratif est la ville de Karatchaïevsk. Le village forme l'établissement rural de Nijniaïa Teberda, une municipalité dont il est le chef-lieu en tant que seule localité de la municipalité.

## Démographie
Recensements (*) et estimations de la population,:
| 2002 * | 2010* | 2021* | 2023  |
| ------ | ----- | ----- | ----- |
| 1 051  | 1 128 | 1 227 | 1 216 |

Concernant la répartition ethnique, selon le recensement de 2002, il y avait 99 % de Karatchaïs sur les 1 051 habitants.

## Culture locale et patrimoine
Le village possède l'église de Senty, construite à la fin du Xe siècle, qui est classée comme objet patrimonial culturel de Russie d'importance régionale sous le no 091610659980006 depuis 1960.